# Franciscus Chemnitz
Franciscus Chemnitz, właściwie Franz Chemnitz, (ur. 23 sierpnia 1609 w Szczecinie, zm. 16 stycznia 1656 koło Braniewa) – niemiecki lekarz i naczelny lekarz wojskowy armii szwedzkiej.

## Życiorys
Franciscus Chemnitz był czwartym synem Martina Chemnitz (1561–1627) i Margarethe Camerarius. Po studiach medycznych spędził kilka lat we francuskim wojsku. W 1631 uzyskał doktorat z medycyny. Później został osobistym lekarzem szwedzkiego feldmarszałka Carla Gustafa Wrangla. Ten mianował go naczelnym lekarzem armii szwedzkiej.
Franciscus Chemnitz poległ w 1656 roku w pobliżu Braniewa, podczas wojny szwedzko-polskiej. Był żonaty od 1653 roku z Clarą Euphrosyne von Neumark. Ich syn Franz von Chemnitz (1656-1715), późniejszy sędzia w sądzie w Greifswaldzie i Wismar, urodził się dopiero po śmierci ojca.